# Hermanites
Hermanites is een geslacht van kreeftachtigen uit de klasse van de Ostracoda (mosselkreeftjes).

## Soorten
- Hermanites acuticosta  (Pietrzeniuk, 1965) Pietrzeni, 1969 †
- Hermanites andrewsi Swanson, 1979
- Hermanites arcus Dingle, 1981 †
- Hermanites basanti Bhandari, 1992 †
- Hermanites bassleri (Ulrich, 1901) Fitz-gerald, 1983 †
- Hermanites batei Omatsola, 1972
- Hermanites batequensis Carreno & Cronin, 1993 †
- Hermanites bensoni Singh & Porwal, 1989 †
- Hermanites bicostatus Ruan in Zeng, Ruan, Xu, Sun & Su, 1988
- Hermanites bireticulatus Al-furaih, 1980 †
- Hermanites bonaducei Khosla & Nagori, 1989 †
- Hermanites briggsi Swanson, 1979
- Hermanites burnetti (Bold, 1946) Bold, 1970 †
- Hermanites camelus Moos, 1965 †
- Hermanites carchesium Ahmad, Neale & Siddiqui, 1991 †
- Hermanites cecalovici Hartmann, 1962
- Hermanites chadaouankaensis Carbonnel, Alzouma & Dikouma, 1990 †
- Hermanites cinnamonia Hu & Tao, 2008
- Hermanites collei (Gooch, 1939) Bold, 1957 †
- Hermanites corrugans Malz, 1981 †
- Hermanites costatus (Brady, 1866) Hulings, 1967
- Hermanites cracens Siddiqui, 1971 †
- Hermanites decoratissimus Tambareau, 1972 †
- Hermanites deltoidea (Brady, 1890)
- Hermanites dohmi (Howe & Chambers, 1935) Krutak, 1961 †
- Hermanites dongchoua Hu & Tao, 2008
- Hermanites dorsocarinatus (Marliere, 1958) Nikolaeva, 1978
- Hermanites excancellatus (Neviani, 1928) Morkhoven, 1963 †
- Hermanites extrema (Bold, 1946) Bold, 1970 †
- Hermanites firmus Hartmann, 1962
- Hermanites florida Hu & Tao, 2008
- Hermanites foveatus Pietrzeniuk, 1969 †
- Hermanites foveolatus Omatsola, 1972
- Hermanites fujianensis Zheng, 1987
- Hermanites fungosus Butler, 1963 †
- Hermanites glyphica Neil, 1994 †
- Hermanites goeli Khosla, 1973 †
- Hermanites graphicus Huang, 1975 †
- Hermanites grimsdalei Bold, 1957 †
- Hermanites grosjeani (Keij, 1957) Apostolescu, 1964 †
- Hermanites hausi (Bold, 1946) Bold, 1970 †
- Hermanites hawaiianensis Holden, 1976 †
- Hermanites hoernesi (Speyer, 1863) Morkhoven, 1963 †
- Hermanites hornibrooki (Puri, 1960) Bold, 1965
- Hermanites hourcqi Bold, 1966 †
- Hermanites huantraicoensis Bertels, 1969 †
- Hermanites humerus (Marliere, 1958) Nikolaeva, 1978
- Hermanites hutchisoni Bold, 1957 †
- Hermanites hysonensis (Howe & Chambers, 1935) Krutak, 1961 †
- Hermanites ikeyai (Yajima, 1978)
- Hermanites immodica Al-furaih, 1984 †
- Hermanites immodicus Al-furaih, 1984 †
- Hermanites incognitus Malz, 1981 †
- Hermanites juxi Bold, 1964 †
- Hermanites kennedyi Dingle, 1980 †
- Hermanites kewi (Leroy, 1943) Bold, 1957 †
- Hermanites laohcuani Hu & Tao, 2008
- Hermanites laticarinatus Olteanu, 1977 †
- Hermanites leistenowensis Pietrzeniuk, 1969 †
- Hermanites lungalatus (Mckenzie, Reyment & Reyment, 1991) Neil, 1994 †
- Hermanites macrodictyotus Omatsola, 1972
- Hermanites mathuri Khosla, 1973 †
- Hermanites melleni Huff, 1970 †
- Hermanites midwayensis (Alexander, 1934) Hazel, 1968 †
- Hermanites miyakoensis Nohara, 1987 †
- Hermanites mongoensis Ahmad, Neale & Siddiqui, 1991 †
- Hermanites moodysbranchensis Huff, 1970 †
- Hermanites moorei Hazel, 1980 †
- Hermanites multiforus (Szczechura, 1965) Scheremeta, 1969 †
- Hermanites paenlevis Malz, 1981 †
- Hermanites palmatus Siddiqui, 1971 †
- Hermanites papillatus Dieci & Russo, 1965 †
- Hermanites parviloba (Hu, 1981) Cronin, 1988 †
- Hermanites percultus Ahmad, Neale & Siddiqui, 1991 †
- Hermanites perlucidus (Mehes, 1936) Monostori, 1985 †
- Hermanites plusculmensis (Schmidt, 1948) Hazel, 1968 †
- Hermanites polatliensis Duru & Goekcen, 1985 †
- Hermanites pondicherriensis Rajagopalan, 1962 †
- Hermanites praehawaiianensis Holden, 1976 †
- Hermanites praetexta Tambareau, 1972 †
- Hermanites promido Malz, 1981 †
- Hermanites purii (Tewari & Tandon, 1960) Tewari & Singh, 1967 †
- Hermanites qiongshanensis Gou in Gou, Zheng & Huang, 1983 †
- Hermanites rectangularis (Ruggieri, 1962) Ascoli, 1968 †
- Hermanites rectidorsa Milhau, 1993 †
- Hermanites regulosus Carbonnel, 1989 †
- Hermanites repatsudi Malz, 1981 †
- Hermanites reticulatus (Puri, 1954) Puri, 1955 †
- Hermanites rhomboidea Tambareau, 1972 †
- Hermanites rudis Huang, 1975 †
- Hermanites rugellosus Makhkamov, 1984 †
- Hermanites ruggierii Nascimento, 1990 †
- Hermanites sagitta Bate, 1972 †
- Hermanites sastryi Bhalla, 1980 †
- Hermanites scopus Siddiqui, 1971 †
- Hermanites scribrosa (Li, 1963) †
- Hermanites scutulatus (Howe, 1951) Morkhoven, 1963 †
- Hermanites setocensis Bold, 1961 †
- Hermanites shinyangriensis Hu & Tao, 2008
- Hermanites siddiquii Khosla & Pant, 1989 †
- Hermanites simplex Hu, 1978 †
- Hermanites soliporosus Al-Furaih, 1980 †
- Hermanites spinosus Milhau, 1993 †
- Hermanites strabus Al-Furaih, 1983 †
- Hermanites tamulicus (Rajagopalan, 1962) Jain, 1981 †
- Hermanites teharii Singh & Porwal, 1989 †
- Hermanites thomasi Neil, 1994 †
- Hermanites thoracophora (Bold, 1946) Bold, 1970 †
- Hermanites torosa (Li, 1963), 1966 †
- Hermanites tosaensis Ishizaki, 1968
- Hermanites tranquillis Al-Furaih, 1980 †
- Hermanites transversicostatus Khalaf, 1982 †
- Hermanites tricornis (Swain, 1967) Cronin, 1988
- Hermanites tricostatus (Marliere, 1958) Nikolaeva, 1978
- Hermanites trigemma Tambareau, 1972 †
- Hermanites tschoppi (Bold, 1946) Bold, 1960 †
- Hermanites ulrichi Bold, 1961 †
- Hermanites vicinus Pietrzeniuk, 1969 †
- Hermanites volans Neale, 1975 †
- Hermanites wadiai Tewari & Singh, 1967 †
- Hermanites weaveri (Howe & Law, 1936) Morkhoven, 1963 †
- Hermanites winniana (Gooch, 1939) Bold, 1970 †
- Hermanites yangmingi Hu & Tao, 2008
- Hermanites zaltanensis Gammudi & Keen, 1993 †